# Bexwell
Bexwell är en ort i civil parish Ryston, i distriktet King's Lynn and West Norfolk, i grevskapet Norfolk i England. Orten är belägen 16 km från King's Lynn. Bexwell var en civil parish fram till 1935 när blev den en del av Ryston. Civil parish hade 60 invånare år 1931. Byn nämndes i Domedagsboken (Domesday Book) år 1086, och kallades då Beches/Bekes/uuella.